# Gare de Saint-Aubin-sur-Mer
Pour les articles homonymes, voir Gare de Saint-Aubin.
La gare de Saint-Aubin-sur-Mer est une gare ferroviaire française, de style "Standard Ouest", des chemins de fer secondaires, fermée en 1950, située sur la commune de Saint-Aubin-sur-Mer, dans le département du Calvados en Normandie. Durant sa période d'ouverture, elle est exploitée par la Compagnie de chemin de fer de Caen à la mer.

## Situation ferroviaire
La gare de Saint-Aubin-sur-Mer est située au kilomètre 26, sur la voie unique de la ligne de Caen à la mer, entre la gare de Langrune en direction de la gare de Caen-Saint-Martin et la gare de Bernières en direction de la gare de Courseulles.

## Histoire
La gare fut ouverte à partir de juillet 1876, bénéficiant de l'extension de la ligne vers Courseulles-sur-Mer. À partir de 1900, cette partie de la ligne fut équipée d'un troisième rail pour la voie étroite des (Chemins de fer du Calvados) qui venait de la gare de Caen-Saint-Pierre, via Ouistreham et rejoignait la ligne à voie normale à partir de Luc-sur-Mer en direction de Courseulles puis de Bayeux. Dans les années 1930, des trains directs Paris-Courseulles ont été exploités par l'Administration des chemins de fer de l'État et passaient donc à Saint-Aubin. Pénalisée par l’obsolescence de son matériel roulant et concurrencée par le développement de l'automobile, la ligne fut fermée en 1950. La plate-forme ferroviaire relève du domaine public.

## Particularités
- La place de l'ancienne gare est joliment aménagée. On rejoint aisément la mer à pied par un dédale de petites ruelles pittoresques.
- L'ancien bâtiment de la gare a été restauré au goût du jour, les enduits caractéristiques de ce type de bâtiment ont été piochés et enlevés dans les années 2000, pour laisser à la vue les pierres apparentes.
- Il est à noter les ornements de charpente qui caractérisent les principales gares de la ligne de Caen à la Mer. Les poutres ouvragées ont disparu.